# Gea argiopides
Gea argiopides là một loài nhện trong họ Araneidae.
Loài này thuộc chi Gea. Gea argiopides được Embrik Strand miêu tả năm 1911.